# Ромен Сален
Ромен Сален (фр. Romain Salin, нар. 29 липня 1984,Маєнн) — французький футболіст, воротар клубу «Ренн».

## Ігрова кар'єра
Народився 29 липня 1984 року в місті Маєнн. Вихованець юнацьких команд футбольних клубів «Ле-Ман» та «Ренн», вигравши з останньою командою Кубок Гамбарделла у 2003 році.
З 2003 року перебував у складі клубу «Лаваль», втім так і не зіграв у чемпіонаті і наступного року перейшов у «Лор'ян», де зіграв 9 матчів у Лізі 2 в дебютному сезоні. За підсумками другого сезону, в якому Сален зіграв лише 2 матчі, клуб вийшов у виший дивізіон, втім сам воротар залишився у Лізі 2, оскільки був відданий в оренду на сезон 2006/07 в «Лібурн», де був основним воротарем. Влітку 2007 року Сален повернувся до «Лор'яна», втім знову програв конкуренцію за місце у воротах і за сезон 2007/08 зіграв у команді лише одну гру, вийшовши на заміну замість Ліонеля Каппоне у Кубку ліги. У липні 2008 року, після закінчення контракту, покинув клуб і тривалий час залишався без контракту.
27 січня 2009 року підписав контракт з «Туром», де швидко витіснив з основи ліхтенштейнського воротаря Петера Єле і за півтора року зіграв 34 матчі у Лізі 2.
У червні 2010 року Сален перейшов у португальський «Навал» на запрошення її нового головного тренера співвітчизника Віктора Звунки. 14 серпня Сален дебютував у матчі вищого дивізіону країни проти «Порту» (0:1). Втім ще по ходу першого сезону французький тренер був звільнений, а команда стала останньою у чемпіонаті і покинула Прімейру, після чого Сален перейшов в інший португальський клуб «Марітіму», де провів два сезони. При цьому якщо перший сезон Ромен провів у статусі запасного, то у другому сезоні воротар був основним і навіть дебютував у єврокубках, зігравши 10 ігор у розіграші Ліги Європи, де його команда не вийшла з групи.
Протягом першої половини сезону 2013/14 років Сален виступав за «Ріу-Аве», втім основним воротарем не був і на початку наступного року повернувся в «Марітіму», де провів ще два з половиною роки у статусі основного воротаря.
Влітку 2016 року Салін повернувся на батьківщину і приєднався до «Генгама». 21 вересня, у віці 32 років, відбулась перша поява Салена у французькому вищому дивізіоні в грі проти «Лор'яна», втім цей матч так і залишився єдиним для Ромена у чемпіонаті, оскільки Сален програв конкуренцію шведу Карлу-Югану Юнссону і загалом за сезон зіграв 4 голи у всіх турнірах, після чого покинув клуб.
29 липня 2017 року Сален погодився на дворічну угоду з португальським «Спортінгом», якому був терміново потрібен новий другий воротар після уходу запасного голкіпера команди Бету. Влітку 2018 року, після уходу і Руя Патрісіу, Сален став основним воротарем клубу. Француз провів перші 6 матчів чемпіонату за лісабонський клуб (4 пропущені м'ячі). У сьомому, проти аутсайдера «Портімоненсі», «Спортінг» несподівано програв 4:2, а Сален зазнав травми, вдарившись головою об стійку воріт та знепритомнівши, та був вимушено замінений і госпіталізований. Травма виявилася несерйозною, але після цього матчу Ромен програв конкуренцію за місце в основному складі бразильцеві Ренану Рібейро.
Наприкінці червня 2019, після завершення контракту зі «Спортінгом», Сален перейшов на правах вільного агента до «Ренна», академію якого він закінчив. У бретонському клубі він став другим в ієрархії воротарів після Едуара Менді.

## Досягнення
- Володар Кубка португальської ліги (2):

Спортінг (Лісабон): 2018, 2019
- Володар Кубок Португалії (1):

Спортінг (Лісабон): 2019